# Karl Sigmund Friedrich Wilhelm von Leutrum
(Barôn Litrôn, ballata tradizionale)
Karl Sigmund Friedrich Wilhelm von Leutrum (Dürrn, 27 giugno 1692 – Cuneo, 16 maggio 1755) è stato un generale tedesco che servì nell'esercito sabaudo.
Le sue grandi doti strategiche poste al servizio dell'esercito sabaudo e la sua proverbiale incorruttibilità lo resero un personaggio assai amato dal popolo, che ne immortalò la figura nella ballata popolare piemontese Barôn Litrôn, tuttora celebre in Piemonte.

## Infanzia e gioventù
Carlo Sigismondo Federico Guglielmo nacque dalla seconda moglie del barone Federico Sigismondo von Leutrum. Trascorse i primi anni di vita presso il castello di Karlshäuser a Ölbronn-Dürrn, nel Baden-Württemberg, un edificio costruito da suo nonno nel 1650. Giunse per la prima volta in Piemonte all'età di quattordici anni unendosi, assieme al fratellastro Carlo Magno, alla scorta che accompagnava il principe Eugenio di Savoia. In quell'occasione decise di intraprendere la carriera militare presso l'esercito sabaudo.

## Carriera militare
Fu educato all'esercizio delle armi dal capitano Johann Hernst Wahren. Promosso Capitano di fanteria nel 1706 venne posto a servizio dell'armata sabauda nel Reggimento di Fanteria Alemanna Schoulembourg. Col Reggimento Schoulembourg partecipò attivamente alla campagna alpina del 1708.
Il 5 giugno 1721 fu promosso Maggiore.
Il 21 agosto 1725 divenne Luogotenente Colonnello del Reggimento di Fanteria Alemanna Rehbinder. Venne promosso Colonnello comandante il 5 maggio 1732. Al comando del Reggimento Rehbinder prese parte alla Guerra di Successione Polacca, distinguendosi particolarmente durante l'assedio di Gera Pizzighettone (inverno del 1733).
Il 9 marzo 1735 fu promosso Brigadier Generale.

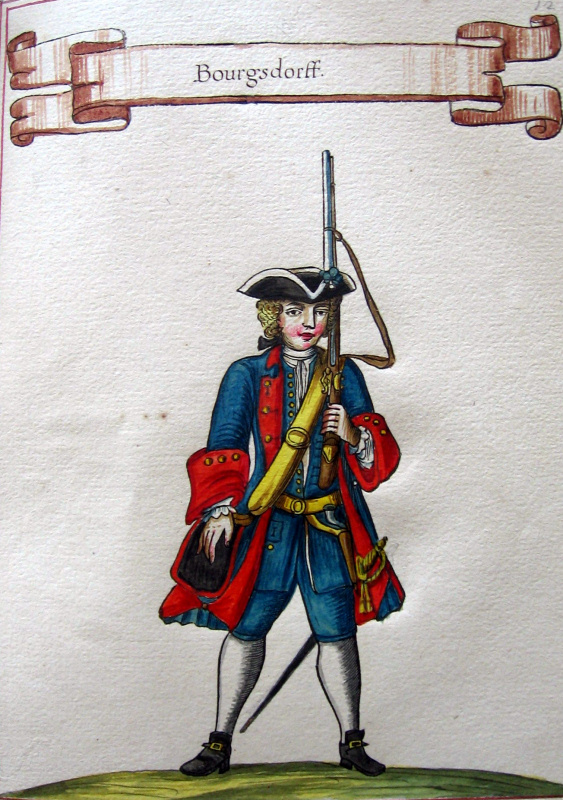
L'uniforme del Reggimento Rehbinder, in quel momento denominato Bourgsdorff, poi Leutrum; da: Livre de l'Uniforme des Regiments d'Infanterie au service de S.M. le Roi de Sardaigne (1744), in Archivio di Stato di Torino, Corte, Biblioteca antica, JB III 16Archivio di Stato di Torino

Allo scoppio della Guerra di successione austriaca Leutrum fu inviato immediatamente a combattere nella Pianura Padana poiché il Reggimento Rehbinder era una delle unità piemontesi più pronte all'azione in quel settore del fronte. Il 1º battaglione del Reggimento trascorse tutto l'inverno sul fronte padano. Nel corso della campagna Carlo Sigismondo si distinse particolarmente in occasione della Battaglia di Camposanto (8 febbraio 1743), quando durante la seconda fase dei combattimenti tre brigate spagnole di fanteria (Guardie, Irlanda, Flandres) riuscirono a porre in fuga la prima linea dell'ala destra dello schieramento austro-piemontese: dalla seconda linea tre battaglioni dei reggimenti Savoia, Piemonte e Rehbinder condussero un assalto per ricompattare lo schieramento; i reparti spagnoli furono costretti alla ritirata e il Reggimento Guadalaxara, che si trovò tagliato fuori dal resto dell'armata, non poté far altro che arrendersi. Leutrum riportò gravi ferite in battaglia, ma il 29 gennaio 1744 fu promosso Maggior Generale.
Dopo la convalescenza, trascorsa a Torino, fu trasferito sul fronte occidentale, prima ad Orbassano e successivamente in Val di Susa. Nella primavera del 1744 Leutrum è presso il campo trincerato di Villefranche. Il 20 aprile prende parte alla battaglia che i franco-spagnoli hanno scatenato per prendere il controllo del porto marittimo. Al comando dei granatieri del Reggimento Bourgsdorff (ovvero sempre il Reggimento Rehbinder, a cui nel frattempo è stato cambiato nome) riuscì a riconquistare le ridotte occupate dal nemico presso il Mont Gros e sul Collet de Villefranche grazie ad una brillante manovra a tenaglia coordinata con i granatieri dei reggimenti Saluzzo, Tarantasia e Guibert.
Terminate le operazioni a Villefranche, Leutrum mosse verso Oneglia e rientrò infine in Piemonte. Nel corso dell'estate fu nominato comandante del territorio comprendente le Valli Susa e Chisone.
Nel luglio 1744 è in Val Varaita e prende parte ai combattimenti di Pietralunga (19 luglio). Qui l'armata franco-spagnola, dopo aver spezzato il fronte, aveva costretto alla resa il forte di Demonte e posto sotto assedio la città di Cuneo, allora un punto strategico molto importante del Piemonte sud-orientale. Carlo Emanuele III nominò Leutrum Governatore della Piazzaforte. Egli amministrò al meglio gli 8 battaglioni (per un totale di 3244 uomini, molti dei quali assai provati dalla guerra) di cui disponeva per la difesa della città e organizzò in modo esemplare le difese e la vita cittadina. Il 12 settembre la trincea d'assedio venne aperta, ed il 22 ottobre l'assedio era già terminato: nonostante gli sforzi le truppe franco-spagnole non erano riuscite neppure ad avvicinarsi al cammino coperto. È questo uno degli episodi più gloriosi e celebri tra le imprese militari di Leutrum.

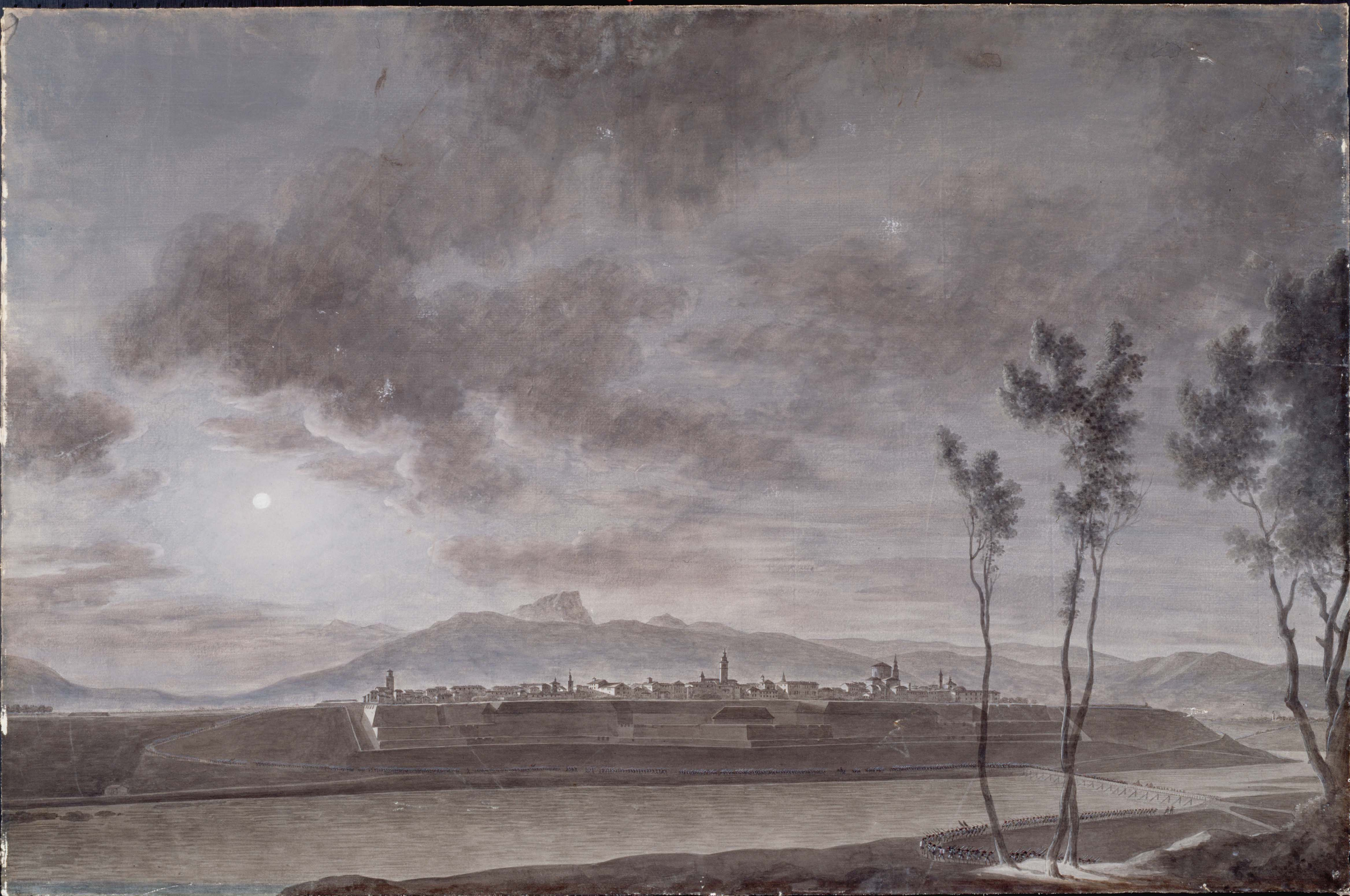
La città fortificata di Cuneo, in un dipinto di Giuseppe Pietro Bagetti d'epoca napoleonica.

Il 24 ottobre 1744 la carica di governatore della città e della provincia di Cuneo gli fu rinnovata.
Il 22 maggio 1745 Leutrum fu promosso Tenente Generale. Nello stesso anno i franco-spagnoli tornarono all'attacco impiegando Genova come base strategica: dopo aver aggirato le Alpi liguri costrinsero l'esercito sabaudo a ritirarsi sulla linea Ivrea-Chivasso-Villafranca d’Asti. Leutrum fu incaricato della difesa delle Alpi marittime e il 26 agosto, a Ceva, ottenne l'unica vittoria piemontese di quella disastrosa campagna. Il 28 ottobre riusciva nuovamente a fermare l'avanzata francese verso Ceva e Mondovì.
Nell'inverno 1745-1746, mentre ormai è considerato di fatto il comandante generale dell'esercito sardo, con la presa di Costigliole (29 novembre 1745) Leutrum riuscì a consolidare il fronte a ovest di Asti, città in mano ai franco-spagnoli. Nel febbraio del 1746, dopo aver riconquistato i castelli di Balangero e Castagnole Lanze, fu in grado di tentare la riconquista di Asti. In questa offensiva, che ebbe luogo nel corso di una tempesta di neve, Leutrum si trovò per la prima volta alla testa di un'armata numerosa (31 battaglioni di fanteria e 6 reggimenti di cavalleria, per un totale di circa 30000 uomini). L'impresa fu un successo di proporzioni storiche: il 7 marzo Asti fu nuovamente in mano sabauda, 9 battaglioni francesi (approssimativamente 5.000 uomini) furono fatti prigionieri, 27 bandiere e 8 cannoni furono sottratti al nemico. Il 10 marzo fu liberata anche la Cittadella di Alessandria. Il 17 aprile mosse infine verso la piazzaforte di Valenza, conquistandola il 4 maggio 1746.
Il 28 marzo 1746 Leutrum raggiungeva ufficialmente, con il grado di Generale di fanteria, i vertici dell'esercito del Regno di Sardegna. Nel 1747 ebbe l'incarico di difendere il fronte del ponente ligure. Nonostante le esigue forze di cui disponeva, riuscì ad arrestare un'armata franco-spagnola composta da oltre 50 battaglioni sulla linea Saorgio-Oneglia-Savona consentendo così all'esercito imperiale (che assediava Genova) di giungere tempestivamente.
Al termine della Guerra di successione austriaca Leutrum fu confermato Governatore di Cuneo.

## Religiosità
(Dalla ballata popolare Barôn Litrôn)
La figura del barone Leutrum è ricordata non solo per le imprese militari ma anche per la coerenza con la quale rimase saldamente votato alla confessione protestante, nonostante in più occasioni gli fossero stati prospettati onori e denari qualora avesse acconsentito a convertirsi al cattolicesimo. Sono rimaste celebri le parole che egli rivolse a Carlo Emanuele III:
La più alta rinuncia perpetrata in ossequio alla sua fede fu indubbiamente quella del collare dell'Ordine Supremo della Santissima Annunziata (la massima onorificenza concessa dal Regno di Sardegna) a cui era stato designato da Carlo Emanuele III, che tuttavia non poté concedergliela poiché ciò era impedito dalla confessione protestante di Leutrum.

## Morte
Carlo Sigismondo Leutrum morì nella "sua" Cuneo il 16 maggio 1755. La diagnosi terminale fu di idropisia, termine desueto con cui si intende oggi l'edema, dovuto probabilmente ad una insufficienza renale.
Anche in punto di morte, di fronte a Carlo Emanuele III che gli prospettava un funerale con i massimi onori religiosi e militari ed una tomba monumentale, Leutrum rifiutò per l'ultima volta di convertirsi al cattolicesimo. Dispose anzi, per sua espressa volontà, di essere sepolto presso il Ciabàs, un minuto tempio valdese di montagna sito presso il comune di Angrogna, luogo ove riposa tutt'oggi.
Il Reggimento Leutrum fu richiamato in città per rendere gli onori al suo comandante, e ne scortò il feretro fino al luogo della sua sepoltura.